# Fräulein Bäuerin
Fräulein Bäuerin (russisch Барышня-крестьянка) ist eine Kurzgeschichte des russischen Dichters Alexander Puschkin. Die Geschichte erschien zusammen mit anderen Geschichten in dem Kurzgeschichtenband Die Geschichten des verstorbenen Iwan Petrowitsch Belkin (russisch Повести покойного Ивана Петровича Белкина Powesti pokoinowo Iwana Petrowitscha Belkina) im Jahr 1831.

## Inhalt
Die Geschichte handelt von zwei jungen Menschen, Lisa und Alexej, deren Väter beide Landbesitzer sind, aber sich nicht leiden können. Beide verachten den Stil des anderen, sein Landgut zu führen. Berestow, der Vater von Alexej, beschuldigt Muromskij, anglophil zu sein und dadurch russische Traditionen zu ignorieren. Muromskij wiederum weist darauf hin, wie ineffizient die Traditionen, an denen Berestow festhält, sind.
Die Geschichte beginnt damit, dass Nastja, die Zofe von Lisa, ihr erzählt, dass sie auf das Anwesen von Berestow geht, um dort den Namenstag einer Freundin zu feiern, die für Berestow arbeitet. Am Abend, nach ihrer Rückkehr, erzählt Nastja von der Feier. Nastja erzählt Lisa von Alexej, der auch an der Feier teilnahm. Lisa stellt Nastja viele Fragen und interessiert sich sehr für Alexej. Sie möchte Alexej sehen und verkleidet sich daraufhin als Bäuerin und sammelt Pilze im Wald, in dem Alexej oft zur Jagd geht.
Bald darauf trifft sie ihn im Wald und spricht mit ihm. Sie spricht in ländlichem Dialekt mit ihm und stellt sich als Bauernmädchen namens Akulina vor. Alexej ist fasziniert von der jungen Frau und bringt ihr das Schreiben bei und sie lernt innerhalb von zwei Wochen zu schreiben. Immer wieder treffen sich die beiden im Wald und schreiben sich auch kurze Briefe. An einem Morgen stürzt Muromskij vom Pferd, Berestow sieht diesen Zwischenfall und kümmert sich um den Verletzten. Die beiden begraben ihre Differenzen und Muromskij lädt Berestow und seinen Sohn zum Essen auf sein Anwesen ein. Als Lisa davon erfährt, hat sie Angst, dass ihre falsche Identität auffliegt und bittet ihren Vater, dass sie sich für das Essen verkleiden darf. Da Lisa für solche Streiche bekannt ist, erlaubt ihr Vater ihr das, und so kleidet sie sich für das Essen sehr edel und nutzt viel Make-up. Alexej erkennt nicht, dass es sich bei Lisa um Akulina handelt. Kurz darauf gerät die Familie Berestow in finanzielle Nöte und der Vater fordert seinen Sohn Alexej auf, Lisa zu heiraten, da sie die einzige standesgemäße Erbin in der Gegend sei. Alexej ist nicht begeistert und eilt zum Anwesen der Familie Muromskij, um Lisa zu erläutern, dass sein Vater ihn zu einer Hochzeit mit ihr zwingen will, er sich aber in Akulina verliebt hat. Als er in die Küche der Familie Muromskij tritt, erblickt er Lisa, die einen seiner Briefe liest und so erkennt er die wahre Identität von Lisa/Akulina.

## Trivia
- Fräulein Bäuerin diente Leo Stein als literarische Vorlage für das Libretto zur Operette Polenblut von Oskar Nedbal.